# Antínoo Farnésio

Antínoo Farnésio ou Antínoo Farnese é uma escultura de mármore do século II d.C. conservada no Museu Arqueológico Nacional de Nápoles juntamente com outras obras da antiga Coleção Farnese.

## História
Recuperada durante as escavações realizadas por ordem do papa Paulo III por volta do século XVI, a escultura ficou por séculos num espaço específico na entrada da Galeria dos Carracci no Palazzo Farnese. Por volta de 1786, por ordem do rei Fernando IV de Bourbon, foi transferida para Nápoles juntamente com o resto da Coleção Farnese.
A obra, que representa um rapaz de face melancólica, com rosto redondo, bochechas cheias e sem pelos, lábios sensuais e cabelos grossos com grandes madeixas onduladas, foi realizada durante a época de Adriano, quando várias obras foram dedicadas pelo imperador ao jovem Antínoo, amante do imperador e recém-falecido.
Do mesmo período e no mesmo Palazzo Farnese estava uma outra estátua dedicada a Antínoo, conhecida como Antínoo-Baco Farnésio, na qual o jovem aparece com o semblante do deus Dionísio (Baco). Esta versão também está exposta no Museu Arqueológico de Nápoles.

## Antínoo-Baco Farnésio

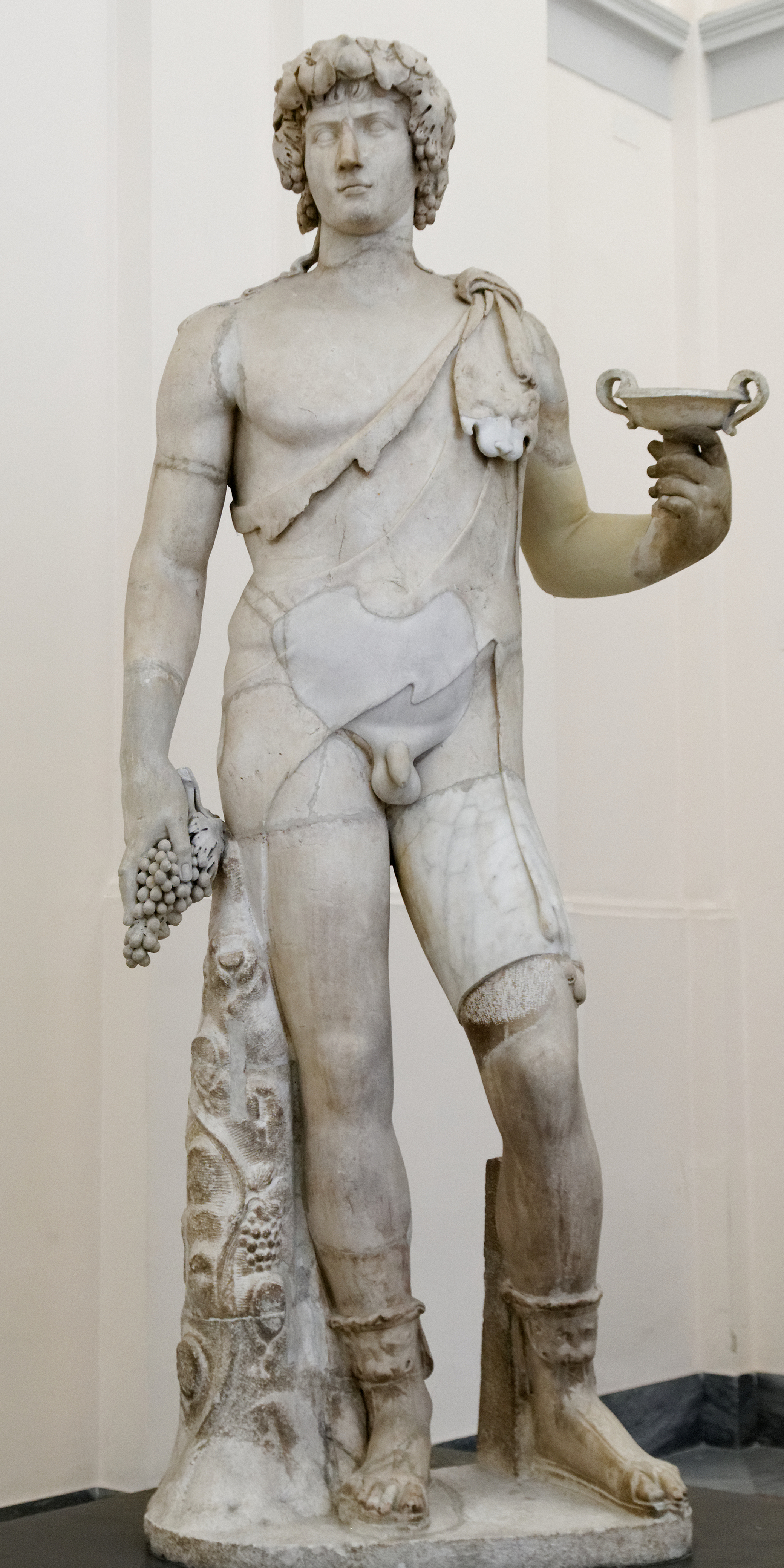
Antínoo como Dionísio